# Johan Clet
Johan Clet (nacido el 24 de enero de 1996 en Le Castéra) es un jugador de baloncesto francés que actualmente pertenece a la plantilla del Etoile Charleville-Mezieres  de la NM1, la tercera división francesa. Con 1,90 metros de altura puede jugar tanto en la posición de Base como en la Escolta.

## Trayectoria profesional

### Cholet Basket
Formado en la cantera del Cholet Basket, debutó con el primer equipo de la Pro A en la temporada 2015-2016 (un total de 3 min en 2 partidos).